# سامسونگ اس‌پی‌اچ-آ۵۰۳
سامسونگ اس‌پی‌اچ-آ۵۰۳ یک‌نمونه از گوشی‌های تلفن همراه سری A شرکت سامسونگ می‌باشد  که توسط همین شرکت به بازار عرضه شده‌است.